# 사자와 쥐

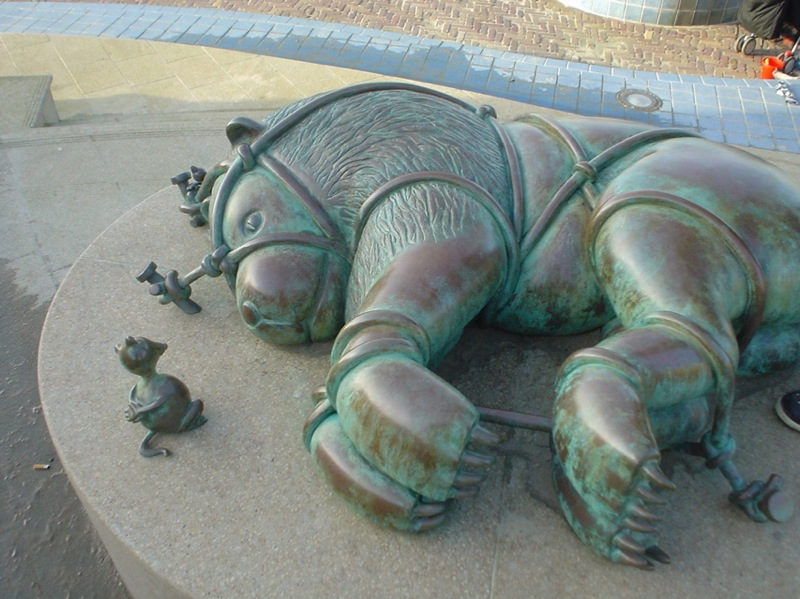
사자와 쥐를 주제로 한 조각

《사자와 쥐》는 이솝 우화 중 하나이다. 페리 인덱스로는 150번 우화에 해당한다.

## 줄거리
사자에 붙잡힌 쥐는 목숨을 구걸하면서 넘어가 버린다. 쥐는 보답을 약속했지만 사자는 쥐를 얕잡아 보고 은혜를 갚는 것을 잊어버린다. 그렇지만 쥐는 사자가 그물에 걸렸을 때 그물을 찢어서 사자를 구해준다.

## 교훈
- 비록 작은 것이라도 남에게 베푼 은혜는 자신에게 돌아온다.
- 강자가 약자의 도움을 필요로 하는 상황도 일어날 수 있다.